# خيسوس أدريان روميرو
خيسوس أدريان روميرو (بالإسبانية: Jesús Adrián Romero Ibarra)‏ هو مغني مكسيكي، ولد في 16 فبراير 1965 في ارموسييو سونورا في المكسيك.

## وصلات خارجية
- الموقع الرسمي
- خيسوس أدريان روميرو على موقع IMDb (الإنجليزية)
- خيسوس أدريان روميرو على موقع ميوزك برينز (الإنجليزية)